# Семирунний, Владимир Сергеевич
Влади́мир Серге́евич Семиру́нний (род. 11 декабря 2002) — российский и польский конькобежец, мастер спорта России международного класса (2023). Серебряный призёр чемпионата мира 2025 года на дистанции 10 000 метров, бронзовый призёр чемпионата мира 2025 года на дистанции 5000 метров, Чемпион России 2022 года на дистанции 10 000 м, серебряный призёр чемпионата России 2023 года в классическом многоборье, чемпион Польши 2025 года в классическом многоборье. Обладатель рекорда России среди юниоров на дистанции 3000 м.

## Спортивная карьера
Начал заниматься конькобежным спортом в г. Екатеринбурге на стадионе «Юность». Первые тренеры Лефтаев П.И. и Аброщиков М.И. С 2019 года тренировался у Виктора Сивкова в сборной команде России. В сезоне 2021—2022 впервые выступил на международных стартах, заняв 3 место на дистанции 5000 м на чемпионате мира среди юниоров, и 3 место на дистанции 3000 м на кубке мира среди юниоров.
С сезона 2024/2025 выступает за Польшу. В январе 2025 года принял участие на чемпионате Европы в классическом многоборье. Установил личные рекорды на дистанциях 1500 и 5000 метров и занял 10-е место в общем зачёте. 13 марта 2025 года на чемпионате мира  на дистанции 5000 метров завоевал бронзовую медаль, установив личный рекорд, а 16 марта на дистанции 10 000 метров завоевал серебряную медаль, установив личный рекорд.

## Спортивные достижения
Юниор.
| Сезон     | Чемпионат России на отдельных дистанциях | Чемпионат России в классическом многоборье | Первенство России      | Кубок мира Этапы | Кубок мира Финал | Чемпионат мира среди юниоров |
| --------- | ---------------------------------------- | ------------------------------------------ | ---------------------- | ---------------- | ---------------- | ---------------------------- |
| 2020-2021 | Командная гонка · 10е 5000 м             |                                            |                        | Не проводился    | Не проводился    | Не проводился                |
| 2021-2022 | 20е 1500 м 9е 5000 м                     | 6 (5, 7, 5, 3)*                            | 3000 м 1500 м · 5000 м | 3000 м           | 3000 м           | 5000 м                       |

| Сезон     | Чемпионат России на отдельных дистанциях                         | Чемпионат России в классическом многоборье | Кубок России Этапы | Кубок России Финал     |
| --------- | ---------------------------------------------------------------- | ------------------------------------------ | ------------------ | ---------------------- |
| 2020-2021 | Командная гонка · 10е 5000 м                                     |                                            |                    |                        |
| 2021-2022 | 20е 1500 м 9е 5000 м                                             | 6 (5, 7, 5, 3)*                            | 3000 м             |                        |
| 2022-2023 | 10 000 м · 5000 м · 7е 1500 м · 4е Командная гонка · 7е Масстарт | · (8, 3, 3, 1)                             |                    | 5000 м Командная гонка |

- ) Дистанции 500 м, 5000 м, 1500 м, 10000 м соответственно.

## Личные рекорды
| Дистанция               | Результат | Дата               | Город             |
| ----------------------- | --------- | ------------------ | ----------------- |
| 500 м                   | 36,95     | 19 марта 2022      | Иркутск           |
| 1000 м                  | 1.13,54   | 9 марта 2023       | Челябинск         |
| 1500 м                  | 1.45,29   | 28 февраля 2025    | Херенвен          |
| 3000 м                  | 3.42,81   | 27 ноября 2021     | Инцелль           |
| 5000 м                  | 6.12,95   | 13 марта 2025      | Хамар             |
| 10 000 м                | 12.49,93  | 16 марта 2025      | Хамар             |
| Классическое многоборье | 153,299   | 21-22 декабря 2024 | Томашув-Мазовецки |